# Luxemburg i olympiska vinterspelen 1988
Luxemburg deltog med en deltagare vid de olympiska vinterspelen 1988 i Calgary.  Landets deltagare erövrade ingen medalj.